# گوآرداواله
گوآرداواله (به ایتالیایی: Guardavalle) یک کومونه در ایتالیا است که در استان کاتانزارو واقع شده‌است. گوآرداواله ۶۰٫۴ کیلومتر مربع مساحت و ۴٬۶۸۵ نفر جمعیت دارد و ۲۲۵ متر بالاتر از سطح دریا واقع شده‌است.